# Wyścigowe Mistrzostwa Węgier 1985
1985 – sezon wyścigowych mistrzostw Węgier.